# Campionato francese di rugby a 15 1973-1974
Il Campionato francese di rugby a 15 1973-1974 fu disputato con una nuova formula.
Le 32 squadre dell'Eliteerano divise in 4 gironi di 8 squadre. Le prime 6 di ogni gruppo, per un totale di 24, sono qualificate per la fase ad eliminazione diretta insieme alle 8 provenienti dal gruppo B
Il titolo è andato all'AS Béziers che ha superato in finale il RC Narbonne.
È il terzo titolo consecutivo dei sei che L'AS Béziers vincerà negli anni 70, mentre Narbonne dovrà attender il 1979 per conquistare lo Scudo di Brennus.
È anche la prima volta che la finale si disputa al Parc des Princes di Parigi

## Fase di Classificazione del gruppo A
(Le squadre sono indicate secondo la classifica finale del gruppo di qualificazione. In grassetto le qualificate al turno successivo)
| - SU Agen - Stadoceste tarbais - Stade toulousain - Aviron bayonnais - ES Avignon Saint-Saturnin - Saint-Girons SC - Stade aurillacois - Stade dijonnais | - RC Narbonne - AS Montferrand - US Dax - Biarritz olympique - RC Vichy - FC Lourdes - SC Graulhet - Boucau stade                         |
| - AS Béziers - Stade rochelais - La Voulte - Section paloise - RC Toulon - CA Bègles - Valence - Castres olympique                                       | - CA Brive - Stade bagnérais - Stade lavelanétien - US bressane - Racing club de France - USA Perpignan - Stade beaumontois - FC Grenoble |

## Fase di qualificazione del Gruppo B
Otto club (in grassetto) su 32 si qualificano per i sedicesimi 
| - SC Albi - SA Mérignac - Stade montois - US Montauban |  | - Montchanin - RRC Nice - Saint-Jean-de-Luz OR - SC Tulle |
|                                                        |  |                                                           |

## Sedicesimi di finale
(In grassetto le qualificate al turno successivo)
| Squadra 1             | Squadra 2                 | Risultati |
| --------------------- | ------------------------- | --------- |
| AS Béziers            | US bressane               | 9-3       |
| Montchanin            | Stade lavelanétien        | 0-8       |
| RRC Nice              | ES Avignon Saint-Saturnin | 22-3      |
| Stade rochelais       | La Voulte                 | 9-3       |
| CA Brive              | Saint-Girons SC           | 32-3      |
| SC Albi               | Stade toulousain          | 12-10     |
| Racing club de France | Stade montois             | 27-11     |
| USA Perpignan         | AS Montferrand            | 17-6      |
| RC Narbonne           | FC Lourdes                | 9-6       |
| Biarritz olympique    | SC Tulle                  | 14-10     |
| US Montauban          | RC Toulon                 | 9-14      |
| Stadoceste tarbais    | Aviron bayonnais          | 16-7      |
| SU Agen               | CA Bègles                 | 24-9      |
| Section paloise       | SA Mérignac               | 18-15     |
| Saint-Jean-de-Luz OR  | US Dax                    | 3-15      |
| Stade bagnérais       | RC Vichy                  | 10-18     |

## Ottavi di finale
(In grassetto le qualificate ai quarti di finale)
| Squadra 1             | Squadra 2          | Risultati |
| --------------------- | ------------------ | --------- |
| AS Béziers            | Stade lavelanétien | 15-6      |
| RRC Nice              | Stade rochelais    | 22-12     |
| CA Brive              | SC Albi            | 41-0      |
| Racing club de France | USA Perpignan      | 6-10      |
| RC Narbonne           | Biarritz olympique | 28-8      |
| RC Toulon             | Stadoceste tarbais | 12-16     |
| SU Agen               | Section paloise    | 21-24     |
| US Dax                | RC Vichy           | 16-6      |

## Quarti di finale
(In grassetto le qualificate alle semifinali)
| Squadra 1       | Squadra 2          | Risultati |
| --------------- | ------------------ | --------- |
| AS Béziers      | RRC Nice           | 6-0       |
| CA Brive        | USA Perpignan      | 25-15     |
| RC Narbonne     | Stadoceste tarbais | 16-9      |
| Section paloise | US Dax             | 13-8      |

## Semifinali
(In grassetto le qualificate alla finale)
| Squadra 1   | Squadra 2       | Risultati |
| ----------- | --------------- | --------- |
| AS Béziers  | CA Brive        | 19-10     |
| RC Narbonne | Section paloise | 15-9      |

## Finale
| Arbitro: | Francis Palmade |

| |            | |
| mete: Navarro, c.p.: Cabrol Drop: Astre 2, Cabrol | Marcatori  | mete: trasf.: Belzons, Sangalli, c.p.: Bénacloï 2 |
| Armand Vaquerin, Christian Prax, Alain Paco, Georges Senal, Michel Palmié, Olivier Saïsset, Yvan Buonomo, Alain Estève, Richard Astre, Henri Cabrol, Paul Cieply, Gabriel Constantino, Joseph Navarro, Jack Cantoni, Jean-Pierre Pesteil, | Formazioni | Jean-Pierre Hortoland, Pierre Salettes, Raymond Canaguier, Jean-Marie Spanghero, Claude Spanghero, Alain Montlaur, André Belzons, Walter Spanghero, Gérard Sutra, Jo Maso, Daniel Dumas, François Sangalli, Gérard Viard, Henri Ferrero, Jean-Michel Benacloï, Patrick Taurines |